# Дэниелл, Генри
Генри Дэниелл (англ.  Henry Daniell), полное имя Чарльз Генри Пайвелл Дэниелл (англ. Charles Henry Pywell Daniell; 5 марта 1894 — 31 октября 1963) — британский актёр театра и кинематографа первой половины и середины XX века, известный по ролям в голливудских фильмах.
Дэниелл стал известен своим исполнением отрицательных ролей в таких фильмах, как «Великий диктатор» (1940), «Филадельфийская история» (1940) и «Морской ястреб» (1940). Он также сыграл несколько заметных ролей положительных персонажей, в частности, роль Франца Листа в биографическом фильме о Роберте Шумане «Песнь любви» (1947).
Другими значимыми картинами Дэниелла стали «Праздник» (1938), «Всё это и небо в придачу» (1940), «Джейн Эйр» (1943), «Подозреваемый» (1944), «Похититель тел» (1945), «Жажда жизни» (1956) и «Свидетель обвинения» (1957).

## Ранние годы жизни и начало карьеры
Генри Дэниелл родился 5 мая 1894 года в Лондоне, его имя при рождении Чарльз Генри Пайвелл Дэниелл. В 1914 году в возрасте 18 лет Дэниелл начал актёрскую карьеру в лондонских театрах, однако в том же году был вынужден прервать карьеру. В 1914 году с началом Первой мировой войны Дэниелл поступил на службу в британскую армию. Он воевал на западном фронте, где в бою он был серьёзно ранен и в 1915 году был демобилизован по состоянию здоровья.

## Театральная карьера
Несколько последующих лет Дэниелл проработал в театрах лондонского Вест-Энда, однако так и не добился особенного признания. В 1921 году он отправился искать счастья в США, где в том же году дебютировал в бродвейском спектакле «Лунный свет» (1921), после чего отправился на трёхлетние гастроли по стране, а затем сыграл в спектаклях «Присяжная» (1923) и «Вторая миссис Танкерери» (1924), где его партнёршей была Этель Бэрримор..Вплоть до конца 1920-х годов Дэниелл гастролировал по обе стороны Атлантики. Он играл вместе с Рут Гордон в бродвейской постановке «Серена Блэндиш» (1929), получив за исполнение роли лорда Айвера Крима восторженные отзывы критики. В 1930-е годы Дэниелл сыграл в бродвейских спектаклях «Тепловая волна» (1931), «За оказанные услуги» (1933) и «Добрая леди» (1935).
В начале 1940-х годов Дэниелл вновь вернулся на Бродвей, где сыграл в спектаклях «Гедда Габлер» (1942), «Убийство без преступления» (1943), «Любовники и друзья» (1943—1944) с участием Кэтрин Корнелл. В последнем спектакле Дэниелл сыграл одну из своих наиболее важных ролей, он также выезжал с этим спектаклем на гастроли по стране. До конца 1940-х годов Дэниелл сыграл также в спектаклях «Зимняя история» (1946), «Веер леди Виндермир» (1946—1947) и «Первая миссис Фрейзер» (1947). В 1950 году Дэниел продолжил бродвейскую карьеру, сыграв в спектаклях «Та леди» (1950), «Коктейльная вечеринка» (1950—1951) и «Мои три ангела» (1953—1954, 344 представления), в котором сыграл свою наиболее успешную роль архивариуса Анри Трошара. Позднее Дэниелл появился на Бродвее ещё раз, сыграв в спектакле «Лорд Пенго» (1962—1963).

## Кинематографическая карьера

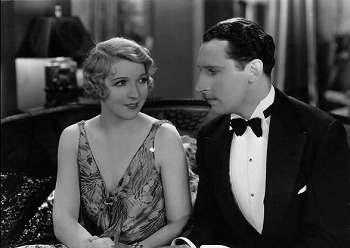
Ина Клер и Генри Дэниелл в фильме «Ужасная правда» (1929)

В 1929 году Дэниелл дебютировал в кино в криминальной мелодраме «Ревность» (1929), в котором главные роли играл Фредрик Марч и легенда театра Джинн Иглс. Дэниелл также сыграл одну из главных ролей в комедии «Ужасная правда» (1929), а в 1930 году — значимую роль графа в детективе «Последнее об Одиноком волке» (1930), после чего на некоторое время вернулся в театр.
В 1936 году Дэниелл заключил контракт со студией Metro-Goldwyn-Mayer, получив роль в мелодраме «Дама с камелиями» (1936) с Гретой Гарбо в главной роли Камиллы. Как отмечено в биографии актёра на сайте Turner Classic Movies, «в этой изысканно произведенной и хорошо принятой критиками постановке Дэниэлл выделялся в роли брошенного любовника главной героини барона де Варвиля, привнося в роль учтивость и элегантность». Как отметил киновед И.С Мовис, «язвительные обмены репликами между Камиллой и бароном стали вершиной фильма». В том же году Дэниелл сыграл в криминальной мелодраме с Лореттой Янг «Момент беззащитности» (1936), а год спустя — ещё в четырёх фильмах. Самыми значимыми среди этих фильмов были мелодрама с Глэдис Джордж «Мадам Икс» (1937), где он сыграл отрицательную роль Лероша, и исторический мюзикл с Уорреном Уильямом «Двойная игра» (1937). В 1938 году Дэниелл сыграл роль второго плана в романтической комедии «Праздник» (1938) с участием Кэтрин Хепбёрн и Кэри Гранта, а в исторической биографической драме «Мария-Антуанетта» (1938) с участием Нормы Ширер и Тайрона Пауэра он сыграл коварного Ла Мотта. В 1939 году Дэниэлл «живо исполнил роль плетущего интриги сэра Роберта Сесила, мастера шпионажа при Елизавете I», в исторической драме «Частная жизнь Елизаветы и Эссекса» (1939) с Бетт Дейвис и Эрролом Флинном. Второй экранной работой Дэниелла в 1939 году стала роль английского аристократа в криминальной мелодраме с Полом Муни «Мы не одиноки» (1939).

В 1940 году у Дэниелла были роли в таких значимых фильмах, как «Великий диктатор» (1940), «Филадельфийская история» (1940), «Морской ястреб» (1940) и «Всё это и небеса придачу» (1940), при чём в первых трёх он создал значимые и запоминающиеся отрицательные образы. 

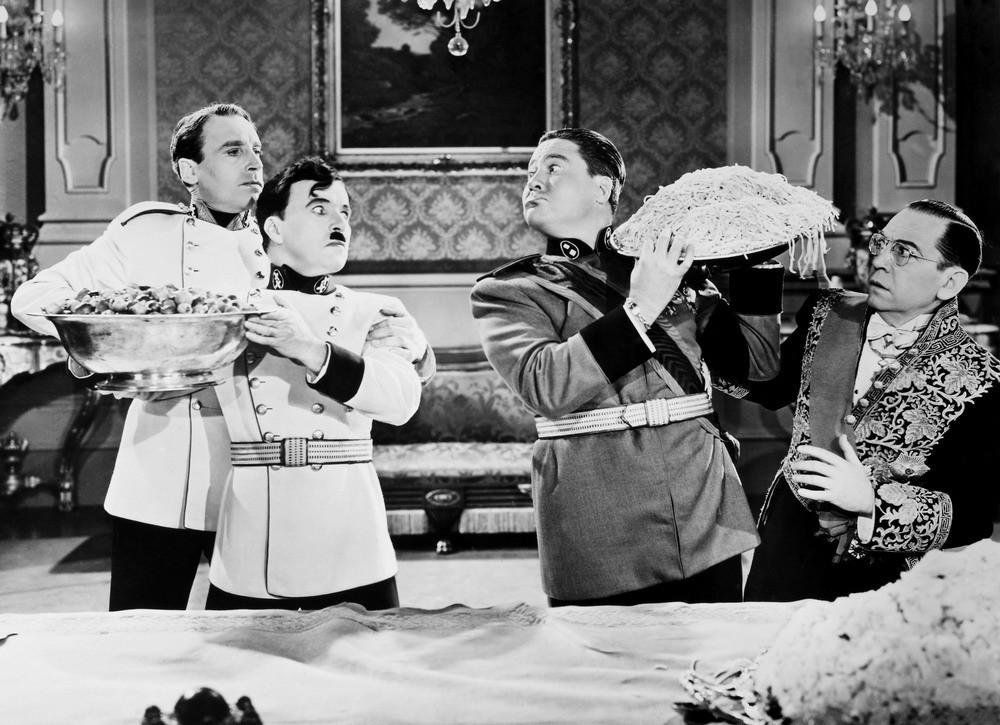
Генри Дэниелл (первый слева) и Чарли Чаплин (второй слева) в фильме «Великий диктатор» (1940)

 В сатирическом фильме Чарли Чаплина на Третий рейх «Великий диктатор» (1940) Дэниелл был Гарбичем, в котором легко читалась карикатура на Геббельса. В комедии «Филадельфийская история» (1940) с участием Кэтрин Хепберн и Кэри Гранта Дэниелл был издателем журнала светских сплетен, который направляет на свадьбу главных героев своих репортёров. По мнению Мовиса, «самой известной ролью Дэниелла была роль двуличного лорда Вулфингема» в исторической мелодраме «Морской ястреб» (1940), «хотя неопытность Дэниелла как фехтовальщика вынудила студию Warner Brothers использовать каскадера для кульминационной сцены его боя с Эрролом Флинном».
Год спустя Дэниелл сыграл в романтической комедии с Розалинд Расселл «Женский подход» (1941), а также в двух фильмах нуар — «Лицо женщины» (1941) с Джоан Кроуфорд и «Одетый для убийства» (1941) с Ллойдом Ноланом в роли частного детектива Майкла Шейна. В 1942 году Дэниелл сыграл в шести фильмах, среди которых «Шерлок Холмс и голос ужаса» (1942) с Бэзилом Рэтбоуном в заглавной роли, военной мелодраме с Джоан Кроуфорд и Джоном Уэйном «Снова вместе в Париже» (1942) и в детективе про Чарли Чана «Замок в пустыне» (1942).

Одним из запоминающихся отрицательных образов, созданных Дэниеллом, стал лицемерный священник Генри Броклхёрст в исторической мелодраме «Джейн Эйр» (1943) с Орсоном Уэллсом и Джоан Фонтейн в главных ролях. Также отрицательного персонажа Дэниелл сыграл в драме военного времени «Дозор на Рейне» (1943) с Полом Лукасом и Бетт Дейвис. У Дэниелла была заметная роль в шпионском детективе «Шерлок Холмс в Вашингтоне» (1943), а также в политической драме военного времени «Миссия в Москву» (1943), где он сыграл министра иностранных дел нацистской Германии фон Риббентропа. 

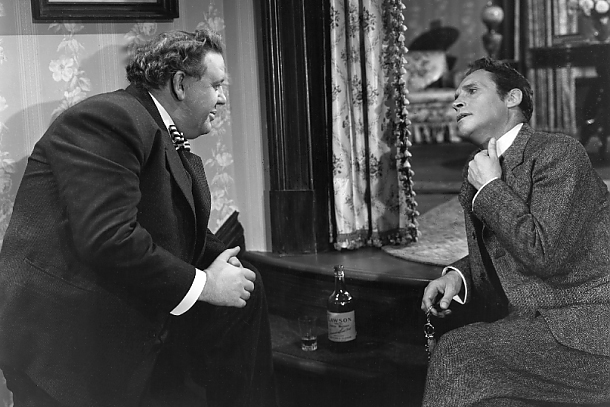
Чарльз Лоутон и Генри Дэниелл в фильме «Подозреваемый» (1944)

 Год спустя Дэниелл снялся в одном фильме, нуарном триллере с Чарльзом Лоутоном «Подозреваемый» (1944), где сыграл соседа, шантажирующего главного героя.
В 1945 году Дэниелл сыграл в двух фильмах категории В, в которых, по мнению историка кино Хэла Эриксона, «выдал, вероятно, свои самые лучшие роли». В частности, он сыграл профессора Мориарти, антагониста Шерлока Холмса в фильме «Женщина в зелёном» (1945). Это была третья картина про знаменитого сыщика, в которой сыграл Дэниелл. Другой заметной ролью Дэниелла стал доктор Вольф Макфарлейн в фильме ужасов «Похититель тел» (1945), «фаустовской истории, в которой герой жертвует моралью ради научных знаний». Созданный Дэниеллом персонаж, хирург в Эдинбурге XIX века, нанимает извозчика (Борис Карлофф) для выкапывания трупов на кладбище с целью проведения с ними научных экспериментов В финале картины преступный извозчик становится для Макфарлейна опасным, и доктор убивает его. Но даже это убийство не может успокоить виновное сознание хирурга, и в финале ему кажется, что его преследует призрак извозчика, и с этим страшным образом перед глазами Макфорлейн гибнет, разбившись на коляске, упавшей с обрыва. Как отмечает историк кино И. С. Мовис, «это была редкая главная роль Дэниелла, сцены которого с Карлоффом одни из самых страшных во всём жанре». По мнению Хэла Эриксона, «хотя Дэниелл редко появлялся в фильмах ужасов, тем не менее он превосходно показал себя в главной роли в этом фильме». В приключенческой ленте «Капитан Кидд» (1945) с Лоутоном в роли знаменитого пирата Дэниелл сыграл короля Англии Вильгельма III, а в драме военного времени «Отель „Берлин“» (1945) был влиятельным нацистским агентом фон Штаттеном.
Ещё год спустя Дэниелл сыграл «злорадного и подлого Регента Англии Уильяма Пембрука в приключенческом экшне „Разбойник и Королева“ (1946)». На следующий год Дэниелл предстал в положительном образе композитора Франца Листа в музыкальной биографической мелодраме о Роберте Шумане «Песнь любви» (1947), а также был отрицательным героем, полковником Инграмом в приключенческом экшне «Изгнанник» (1947) с Дугласом Фербенксом-младшим в главной роли. Затем последовали отрицательные роли в приключенческих мелодрамах с Джоном Уэйном «Найти „Красную ведьму“» (1948) и «Русалки Атлантиды» (1949), а также ещё два приключенческих экшна — «Тайна Сент-Ивза» (1949) и «Дочь пирата» (1950).
Четыре года спустя Дэниелл вернулся в кино, сыграв в исторических мелодрамах «Египтянин» (1954) с Джин Симмонс и Виктором Мэтьюром, «Блудный сын» (1955) и «Диана» (1956), в двух последних главную роль сыграла Лана Тёрнер. В том же году Дэниелл сыграл Теодора Ван Гога, отца знаменитого художника, в биографической ленте «Жажда жизни» (1956), где роль Винсента Ван Гога исполнил Кирк Дуглас. После этого у Дэниелла были хорошие роли в таких фильмах, как послевоенная мелодрама «Человек в сером фланелевом костюме» (1956) с Грегори Пеком в главной роли и судебная драма «Свидетель обвинения» (1957) с Марлен Дитрих и Тайроном Пауэром, где Дэниелл был адвокатом в группе главного защитника (Чарльз Лоутон). Другими фильмами Дэниелла в 1957 году были мелодрама по Эрнесту Хэминугуэю «И восходит солнце» (1957), где у него была небольшая роль доктора, музикальная комедия «Гёрлс!» (1957), а также фильм нуар «Мистер Кори» (1957) с Тони Кёртисом, где у Дэниелла была важная роль управляющего престижным клубом.
В 1958 году Дэниелл сыграл в фантастическом фильме «С Земли на Луну» (1958), а затем в фантастическом фильме ужасов «Четыре черепа Джонатана Дрейка» (1959), где сыграл учёного, а также в фантастическом приключенческом фильме «Путешествие на дно моря» (1961). Другими его фильмами этого года стали приключенческий экшн с Джоном Уэйном «Команчерос» (1961), а также мелодрама с Дэной Эндрюсом и Элинор Паркер «Мэдисон-авеню» (1961).
Позднее Дэниел сыграл небольшую роль судьи трибунала в приключенческой драме с Марлоном Брандо «Мятеж на „Баунти“» (1962), в комедии «Тридцать три несчастья» (1962) с Джеком Леммоном и Ким Новак, мелодраме «Доклад Чепмана» (1962) и в приключенческом фильме «Пять недель на воздушном шаре» (1962). Последней картиной, в которой снимался Дэниелл, был мюзикл с Одри Хепберн «Моя прекрасная леди» (1964), где он играл роль посла. Во время съёмок Дэниелл умер, и работу над его ролью заканчивал Алан Напье.

## Карьера на телевидении
В период с 1950 по 1962 год Дэниелл сыграл в 49 эпизодах 31 сериала. Он, в частности, играл в сериалах «Калифорнийцы» (1957—1959, 3 эпизода), «Мэверик» (1959), «Речная лодка» (1959), «Маркэм» (1959), «Диснейленд» (1960, 3 эпизода), «Караван повозок» (1960, 3 эпизода), «Питер Ганн» (1960), «Триллер» (1960—1961, 5 эпизодов), «Островитяне» (1961, 2 эпизода) и «Сансет-стрип, 77» (1962).

## Актёрское амплуа
Как написал И. С. Мовис, «худощавое телосложение Даниэля, сардонические, почти рептильные черты лица, холодный голос и резкие манеры сделали его идеальным персонажем для ледяных, строгих аристократов или коварных, манипулирующих злодеев в исторических драмах». В биографии Дэниелла на сайте Turner Classic Movies отмечается, что он был «разнообразным актёром с острыми чертами лица, который был более всего убедителен и наиболее памятен по ролям обходительных злодеев и расчётливых дельцов».
Другие издания также отмечали, что Дэниелл был актёром широкого профиля, часто игравшим учтивых злодеев. По словам Эриксона, «наиболее часто он играл хладнокровных аристократов в исторических костюмах». Он также специализировался на ролях высокомерных типов из высшего общества и элегантных слуг.
Как написал Эриксон, «со своим высокомерным поведением и почти сатанинскими чертами лица, Дэниелл был идеальным экранным „джентльменом-злодеем“ в таких крупных фильмах 1930-х годов», как «Дама с камелиями» (1936) и «Великий диктатор» (1940). Менее уверенно он чувствовал себя в экшн-ролях, в частности, он категорически отказался участвовать в кульминационной сцене дуэли в фильме «Морской ястреб» (1940), «вынудив звезду Эррола Флинна скрестить шпаги с куда менее убедительным дублёром-каскадёром».
В общей сложности Дэниелл сыграл в семи фильмах, номинированных на «Оскар» как лучший фильм — «Всё это и небо в придачу» (1940), «Великий диктатор» (1940), «Филадельфийская история» (1940), «Дозор на Рейне» (1943), «Свидетель обвинения» (1957), «Мятеж на „Баунти“» (1962) и «Моя прекрасная леди» (1964). Среди них лишь последний завоевал награду.
На большом экране Дэниелл часто работал с такими ведущими режиссёрами, как Джордж Кьюкор, Майкл Кёртис, Жюль Дассен, Роберт Уайз, Винсент Миннелли и Билли Уайлдер. Дэниелл был любимцем режиссёра Джорджа Кьюкора, сыграв в семи его фильмах. Кьюкор считал, что помимо его фильмов свою лучшую игру Дэниелл показал в фильме «Изгнанник» (1947) так как, по мнению режиссёра, «этот фильм показывает тонкое чувство юмора Генри!»
Режиссёр Роберт Уайз говорил о Дэниелле: «Генри никогда не жаловался. Он выходил на съёмочную площадку, профессионально делал свою работу и делал её чрезвычайно хорошо, после чего тихо уходил, не создавая никому проблем. Точка!».

## Личная жизнь
С 1932 года и вплоть до своей смерти в 1963 году Дэниелл был женат на Энн Нокс (англ. Ann Knox), которая была писательницей и поэтессой. У пары была дочь Эллисон Дэниелл.
Мужем Эллисон Дэниелл был актёр Гэбриел Делл из Парней из тупика (англ.  The Dead End Kids), и у них родился сын Гэбриел Делл-младший.

## Смерть
Генри Дэниелл в последний раз снялся в кино 31 октября 1963 года на студии Warner Bros., в роли посла, принца Грегора, который сопровождает Королеву Трансильвании в одной из сцен фильма «Моя прекрасная леди» (1964). В тот момент режиссёр и многолетний друг Джордж Кьюкор заметил, что Дэниелл выглядел нездоровым. Несколько часов спустя Генри Дэниелл умер в своём доме в Санта-Монике в возрасте 69 лет от сердечного приступа.

## Фильмография
| Год        |   | Русское название                   | Оригинальное название                    | Роль                                 |
| ---------- | - | ---------------------------------- | ---------------------------------------- | ------------------------------------ |
| 1929       | ф | Ужасная правда                     | The Awful Truth                          | Норман Уорринер                      |
| 1929       | ф | Ревность                           | Jealousy                                 | Клемент                              |
| 1930       | ф | Последняя история Одинокого волка  | The Last of the Lone Wolf                | граф фон Римпау                      |
| 1934       | ф | Тропа славы                        | The Path of Glory                        | Король Максимиллиан                  |
| 1936       | ф | Момент беззащитности               | The Unguarded Hour                       | Хью Льюис                            |
| 1936       | ф | Дама с камелиями                   | Camille                                  | барон де Варвилль                    |
| 1937       | ф | Двойная игра                       | The Firefly                              | генерал Савари                       |
| 1937       | ф | Мадам Икс                          | Madame X                                 | Лерокль                              |
| 1937       | ф | Тринадцатое кресло                 | The Thirteenth Chair                     | Джон Уэйлс                           |
| 1937       | ф | Под покровом ночи                  | Under Cover of Night                     | Марвин Грисвальд                     |
| 1938       | ф | Праздник                           | Holiday                                  | Сетон Крэм                           |
| 1938       | ф | Мария-Антуанетта                   | Marie Antoinette                         | Лямотт                               |
| 1939       | ф | Частная жизнь Елизаветы и Эссекса  | The Private Lives of Elizabeth and Essex | сэр Роберт Сесиль                    |
| 1939       | ф | Мы не одни                         | We Are Not Alone                         | сэр Рональд Доусон                   |
| 1940       | ф | Всё это и небо в придачу           | All This, and Heaven Too                 | Броссе                               |
| 1940       | ф | Великий диктатор                   | The Great Dictator                       | Гарбич                               |
| 1940       | ф | Филадельфийская история            | The Philadelphia Story                   | Сидни Кидд                           |
| 1940       | ф | Морской ястреб                     | The Sea Hawk                             | лорд Вольфингем                      |
| 1941       | ф | Одетый для убийства                | Dressed to Kill                          | Джулиан Дэвис                        |
| 1941       | ф | Женский подход                     | The Feminine Touch                       | Шелли Мейсон                         |
| 1941       | ф | Лицо женщины                       | A Woman's Face                           | прокурор                             |
| 1942       | ф | Замок в пустыне                    | Castle in the Desert                     | Уотсон Кинг                          |
| 1942       | ф | Четыре Джека и Джилл               | Four Jacks and a Jill                    | Бобо                                 |
| 1942       | ф | Великое перевоплощение             | The Great Impersonation                  | Фредерик Симон                       |
| 1942       | ф | Ночной кошмар                      | Nightmare                                | капитан Стаффорд                     |
| 1942       | ф | Снова вместе в Париже              | Reunion in France                        | Эмиль Флюрон                         |
| 1942       | ф | Шерлок Холмс и голос ужаса         | Sherlock Holmes and the Voice of Terror  | Энтони Ллойд                         |
| 1942       | ф | Шерлок Холмс в Вашингтоне          | Sherlock Holmes in Washington            | Уильям Истер                         |
| 1943       | ф | Миссия в Москву                    | Mission to Moscow                        | министр фон Риббентроп               |
| 1943       | ф | Дозор на Рейне                     | Watch on the Rhine                       | Фили фон Рамме                       |
| 1943       | ф | Джейн Эйр                          | Jane Eyre                                | Генри Броклхёрст                     |
| 1944       | ф | Подозреваемый                      | The Suspect                              | мистер Симмонс                       |
| 1945       | ф | Похититель тел                     | The Body Snatcher                        | доктор Волф Тодди Макфарлейн         |
| 1945       | ф | Капитан Кидд                       | Captain Kidd                             | Король Вильям III                    |
| 1945       | ф | Отель «Берлин»                     | Hotel Berlin                             | барон фон Стеттен                    |
| 1945       | ф | Женщина в зелёном                  | The Woman in Green                       | Мориарти                             |
| 1945       | ф | Разбойник и Королева               | The Bandit of Sherwood Forest            | Регент Вильям Пембрук                |
| 1947       | ф | Изгнанник                          | The Exile                                | полковник Инграм                     |
| 1947       | ф | Песнь любви                        | Song of Love                             | Франц Лист                           |
| 1948       | ф | Найти «Красную ведьму»             | Wake of the Red Witch                    | Жак Деса                             |
| 1949       | ф | Русалки Атлантиды                  | Siren of Atlantis                        | Блейдс                               |
| 1949       | ф | Тайна Сент-Ивза                    | The Secret of St. Ives                   | майор Эдвард Чевендиш                |
| 1950       | ф | Дочь пирата                        | Buccaneer's Girl                         | капитан Дювал                        |
| 1950       | с | Телевизионный театр «Филко»        | The Philco Television Playhouse          | полковник Чарт (1 эпизод)            |
| 1951       | с | Первая студия                      | Studio One                               | (1 эпизод)                           |
| 1951       | с | Театр «Армстронга»                 | Armstrong Circle Theatre                 | (1 эпизод)                           |
| 1951—1952  | с | Отбой                              | Lights Out                               | разные роли (2 эпизода)              |
| 1952— 1958 | с | Телевизионный театр «Крафт»        | Kraft Television Theatre                 | разные роли (2 эпизода)              |
| 1954       | ф | Египтянин                          | The Egyptian                             | Мекере                               |
| 1954       | с | Видеотеатр «Люкс»                  | Lux Video Theatre                        | лорд Бельмонт (1 эпизод)             |
| 1954 —1957 | с | Театр звезд «Шлитц»                | Schlitz Playhouse of Stars               | разные роли (2 эпизода)              |
| 1955       | ф | Блудный сын                        | The Prodigal                             | Рамади                               |
| 1955       | с | Театр Джейн Уаймен                 | Jane Wyman Presents The Fireside Theatre | диктатор (1 эпизод)                  |
| 1955       | с | «Ридерс Дайджест» на ТВ            | TV Reader's Digest                       | сэр Эдвард Карсон (3 эпизода)        |
| 1956       | ф | Диана                              | Diane                                    | Гонди                                |
| 1956       | ф | Жажда жизни                        | Lust for Life                            | Теодор ван Гог                       |
| 1956       | ф | Человек в сером фланелевом костюме | The Man in the Gray Flannel Suit         | Билл Огден                           |
| 1956       | с | Телефонное время                   | Telephone Time                           | фон Фауербах (1 эпизод)              |
| 1956       | с | Продюсерская витрина               | Producers' Showcase                      | Эдвард Мултон-Барретт (1 эпизод)     |
| 1956— 1957 | с | В суде                             | On Trial                                 | разные роли (3 эпизода)              |
| 1956—1959  | с | Театр 90                           | Playhouse 90                             | разные роли (2 эпизода)              |
| 1957       | ф | Гёрлз                              | Les Girls                                | судья                                |
| 1957       | ф | Мистер Кори                        | Mister Cory                              | мистер Эрншоу                        |
| 1957       | ф | История человечества               | The Story of Mankind                     | Пьер Кушон, епископ Бове             |
| 1957       | ф | И восходит солнце                  | The Sun Also Rises                       | доктор                               |
| 1957       | ф | Свидетель обвинения                | Witness for the Prosecution              | Мейхью                               |
| 1957       | с | Дневной спектакль                  | Matinee Theatre                          | (1 эпизод)                           |
| 1957—1959  | с | Калифорнийцы                       | The Californians                         | разные роли (3 эпизода)              |
| 1958       | ф | С Земли на Луну                    | From the Earth to the Moon               | Моргана                              |
| 1958       | с | Театр Дезилу «Вестингхаус»         | Вестингауз — Театр Десиле                | Беллок (1 эпизод)                    |
| 1958       | с | Театр «Алкоа»                      | Alcoa Theatre                            | Джадсон (1 эпизод)                   |
| 1959       | ф | Четыре черепа Джонатана Дрейка     | The Four Skulls of Jonathan Drake        | доктор Эмиль Зурич                   |
| 1959       | с | Маркэм                             | Markham                                  | Макс Бозман (1 эпизод)               |
| 1959       | с | Речная лодка                       | Riverboat                                | Грэм (1 эпизод)                      |
| 1959       | с | Время звёзд                        | Startime                                 | дядя Генри (1 эпизод)                |
| 1959       | с | Мэверик                            | Maverick                                 | Рене Сент-Клауд (1 эпизод)           |
| 1960       | с | Караван повозок                    | Wagon Train                              | разные роли (3 эпизода)              |
| 1960       | с | Питер Ганн                         | Peter Gunn                               | Артур Копланд (1 эпизод)             |
| 1960       | с | Сказки Ширли Темпл                 | Shirley Temple's Storybook               | сэр Оливер (1 эпизод)                |
| 1960       | с | Диснейленд                         | Disneyland                               | полковник Таунс (3 эпизода)          |
| 1960 —1961 | с | Триллер                            | Thriller                                 | разные роли (5 эпизодов)             |
| 1961       | ф | Команчерос                         | The Comancheros                          | Жиро                                 |
| 1961       | ф | Путешествие на дно моря            | Voyage to the Bottom of the Sea          | доктор Зукко                         |
| 1961       | ф | Мэдисон-авеню                      | Madison Avenue                           | Стайп                                |
| 1961       | с | Островитяне                        | The Islanders                            | Джарден (2 эпизода)                  |
| 1961       | с | Закон и мистер Джонс               | The Law and Mr. Jones                    | Айзек Беккетт (1 эпизод)             |
| 1962       | ф | Доклад Чепмена                     | The Chapman Report                       | доктор Джонас                        |
| 1962       | ф | Пять недель на воздушном шаре      | Five Weeks in a Balloon                  | шейх Агейба                          |
| 1962       | ф | Тридцать три несчастья             | The Notorious Landlady                   | незнакомец                           |
| 1962       | ф | Мятеж на Баунти                    | Mutiny on the Bounty                     | судья трибунала (в титрах не указан) |
| 1962       | с | В бою                              | Combat!                                  | священник (1 эпизод)                 |
| 1962       | с | Сансет-Стрип, 77                   | 77 Sunset Strip                          | разные роли (2 эпизода)              |
| 1964       | ф | Моя прекрасная леди                | My Fair Lady                             | посол (в титрах не указан)           |